# Гвардейское сельское поселение (Калининградская область)
 Гварде́йское се́льское поселе́ние — упразднённое муниципальное образование в составе Багратионовского района Калининградской области. Административный центр — посёлок Гвардейское.
Население — 5920 чел. (2016).

## География
Общая площадь поселения составляет 1369,83 га.

## История
Поселение образовано 30 июня 2008 года в соответствии с законом Калининградской области № 253. В его состав вошли территории Гвардейского, Надеждинского, Ореховского и Чеховского сельских округов.
Законом Калининградской области от 18 октября 2016 года № 3, 1 января 2017 года все муниципальные образования Багратионовского муниципального района — Багратионовское городское поселение, Гвардейское, Долгоруковское, Нивенское и Пограничное сельские поселения — были преобразованы, путём их объединения, в Багратионовский городской округ.

## Население
| 2002 | 2010  | 2012  | 2013  | 2014  | 2015  | 2016  |
| ---- | ----- | ----- | ----- | ----- | ----- | ----- |
| 2715 | ↗5957 | ↗6067 | ↘6058 | ↗6068 | ↘5954 | ↘5920 |

## Состав сельского поселения
В состав сельского поселения входит 31 населённый пункт
- Березовка (посёлок) — 405[5]
- Большаковское (посёлок) — 30[5]
- Большое Озерное (посёлок) — 73[5]
- Боровое (посёлок) — 22[5]
- Гвардейское (посёлок, административный центр) — 564[5]
- Дубки (посёлок) — 42[5]
- Загородное (посёлок) — 97[5]
- Знаменское (посёлок) — 112[5]
- Ильюшино (посёлок) — 104[5]
- Курское (посёлок) — 26[5]
- Малое Озерное (посёлок) — 47[5]
- Марийское (посёлок) — 165[5]
- Минино (посёлок) — 14[5]
- Московское (посёлок) — 60[5]
- Надеждино (посёлок) — 265[5]
- Невское (посёлок) — 274[5]
- Новоселки (посёлок) — 37[5]
- Орехово (посёлок) — 177[5]
- Осокино (посёлок) — 86[5]
- Песочное (посёлок) — 74[5]
- Прудки (посёлок) — 61[5]
- Рябиновка (посёлок) — 357[5]
- Сергеево (посёлок) — 8[5]
- Славяновка (посёлок) — 1395[5]
- Солдатское (посёлок) — 27[5]
- Солнечное (посёлок) — 32[5]
- Староселье (посёлок) — 66[5]
- Стрельня (посёлок) — 185[5]
- Тамбовское (посёлок) — 135[5]
- Тишино (посёлок) — 453[5]
- Чехово (посёлок) — 564[5]

## Экономика
Основные промышленные предприятия на территории поселения:
ЗАО "Калиновка, ЗАО «Чехово», ООО «Тишино плюс», ООО «Завод Спутник», ООО «Артмастер», ООО «Балтнефть — Сервис», СПКК «Агропартнер», ООО «Витако плюс», ООО «Интеграция-Агро», ООО «Роим аграр», ООО «Северо-Западный сельхозпродукт», ООО «ЛОВ-компани», КФХ «БАКС».

## Достопримечательности
Объекты культурного наследия регионального наследия:
- Кирха 1305 года в поселке Гвардейское
- Усадебный дом 1905 года в поселке Малое Озерное, 1
- Кирха 1362 года в поселке Тишино
- Руины кирхи XIV века в поселке Чехово

Объекты культурного наследия местного наследия:
- Братская могила советских воинов, погибших в феврале 1945 года в поселке Славяновка
- Братская могила советских воинов, погибших в марте 1945 года в поселке Чехово